# Liga DOS 2023
La Temporada 2023 de la Liga DOS  fue la Sexta edición de la historia de la competición de segundo nivel del básquetbol chileno.
El torneo estuvo conformado por 14 clubes desde la Region de Valparaíso hasta la Región de los Lagos
El Club Pablo Neruda se coronaría campeón de la categoría, obteniendo el ascenso para la Liga 1 2024. Sportiva Italiana acompañaría al campeón, y ascendería tras la desafiliación del Club Tinguiririca San Fernando, dejando la vacante en la máxima categoría. 

## Sistema de campeonato

### Temporada regular
Los 14 clubes participantes se dividirán en 2 grupos geográficamente. jugaran en la modalidad de enfrentamientos todos contra todos en dos ruedas. Clasificarán a los Play-Offs los 4 clubes que culminen en las primeras posiciones de cada grupo. 

### Play-Off
Los 8 clubes se enfrentarán en la modalidad de eliminación directa. Se jugarán los cuartos de final y semifinal en la modalidad del mejor de 5  enfrentamientos. Tendrá ventaja de localía el club mejor ubicado.

#### Final
Los dos clubes que lleguen a la final, jugarán a la modalidad del mejor de 5 enfrentamientos. Coronándose Campeón el club que llegue antes a las 3 victoria, adjudicándose el ascenso para la Liga 1 2024

## Equipos participantes
| Nombre              | Ciudad      | Gimnasio                | Capacidad | Entrenador       | Proveedor   | Auspiciador            |
| ------------------- | ----------- | ----------------------- | --------- | ---------------- | ----------- | ---------------------- |
| Árabe de Valparaíso | Valparaíso  | Fortín Prat             | 3000      | Claudio Quezada  | Olymphus    | Olymphus               |
| Sportiva Italiana   | Valparaíso  | Fortín Prat             | 3000      | Gianluca Pozo    | Playoff     | UVM                    |
| Stadio Italiano     | Las Condes  | Stadio Italiano         | 500       | Galo Lara        | Live PRO    |                        |
| Club Brisas         | La Cisterna | Gimnasio Club Brisas    | 800       | Alejandro Coloma | JF Sports   | RTR Construcción       |
| Sergio Ceppi        | La Cisterna | Sergio Ceppi            | 500       | Carlos Herrera   | Agora Sport | Extreme                |
| Boston College      | Maipú       | Gimnasio Boston College | 3.000     | Patricio Miranda | Molten      | Fundación Boston Educa |
| Luis Matte Larraín  | Puente Alto | Gimnasio Boston College | 3.000     | Mauricio Flores  | Playoff     | CMPC                   |

| Nombre               | Ciudad       | Gimnasio                                  | Capacidad | Entrenador      | Proveedor  | Auspiciador             |
| -------------------- | ------------ | ----------------------------------------- | --------- | --------------- | ---------- | ----------------------- |
| CD Tomas Lawrence    | San Fernando | Estadio Municipal Techado de San Fernando | 1.500     | Claudio Lavin   | Zeus-Sport | Andimar                 |
| Liceo de Curicó      | Curicó       | Gimnasio Abraham Milad                    | 4000      | Pablo Gatica    | Zeus-Sport | Soler Curicó            |
| Truenos de Talca     | Talca        | Gimnasio Regional                         | 4.500     | Carlos Morales  | Zeus-Sport | Municipalidad de Talca  |
| Alemán de Concepción | Concepción   | Gimnasio Otto                             | 400       | Jaime Urrutia   | Zeus-Sport | Inmobiliaria CISS       |
| Municipal Chillán    | Chillán      | Casa del Deporte de Chillán               | 1300      | Abel Vargas     | Zeus-Sport | Don Benjamín            |
| Liceo Pablo Neruda   | Temuco       | Olímpico UFRO                             | 3.200     | Carlos Iglesias | Playoff    | Municipalidad de Temuco |
| Colo-Colo            | Santiago     |                                           |           |                 | Play Maker |                         |

## Tabla de posiciones

### Grupo Centro
| Pos | Equipo              | Pts | PJ | PG | PP |
| --- | ------------------- | --- | -- | -- | -- |
| 1   | Sportiva Italiana   | 24  | 12 | 12 | 0  |
| 2   | Sergio Ceppi        | 19  | 12 | 7  | 5  |
| 3   | Arabe de Valparaiso | 18  | 12 | 6  | 6  |
| 4   | Stadio Italiano     | 18  | 12 | 6  | 6  |
| 5   | Luis Matte Larraín  | 17  | 12 | 5  | 7  |
| 6   | Boston College      | 16  | 12 | 4  | 8  |
| 7   | Club Brisas         | 14  | 12 | 2  | 10 |

En negrita los clasificados al playoff.

### Grupo Sur
| Pos | Equipo               | Pts | PJ | PG | PP |
| --- | -------------------- | --- | -- | -- | -- |
| 1   | Liceo Pablo Neruda   | 27  | 14 | 13 | 1  |
| 2   | Colo-Colo            | 26  | 14 | 12 | 2  |
| 3   | Truenos de Talca     | 23  | 14 | 9  | 5  |
| 4   | Municipal Chillan    | 22  | 14 | 9  | 4  |
| 5   | Liceo de Curicó      | 19  | 14 | 5  | 9  |
| 6   | Tomas Lawrence       | 18  | 14 | 4  | 10 |
| 7   | Alemán de Concepción | 16  | 14 | 3  | 10 |

En negrita los clasificados al playoff.

## Play-Off
|  | Cuartos de final  | Cuartos de final  | Cuartos de final  | Cuartos de final  | Cuartos de final | Cuartos de final |                   |                   | Semifinal | Semifinal | Semifinal | Semifinal | Semifinal |  |              | Final        | Final | Final | Final | Final | Final |  |
|  |                   |                   |                   |                   |                  |                  |                   |                   |           |           |           |           |           |  |              |              |       |       |       |       |       |  |
|  |                   |                   |                   |                   |                  |                  |                   |                   |           |           |           |           |           |  |              |              |       |       |       |       |       |  |
|  | Pablo Neruda      | Pablo Neruda      | 83                | 112               | 69               |                  |                   |                   |           |           |           |           |           |  |              |              |       |       |       |       |       |  |
|  | Pablo Neruda      | Pablo Neruda      | 83                | 112               | 69               |                  |                   |                   |           |           |           |           |           |  |              |              |       |       |       |       |       |  |
|  | Municipal Chillán | Municipal Chillán | 64                | 56                | 60               |                  |                   |                   |           |           |           |           |           |  |              |              |       |       |       |       |       |  |
|  | Municipal Chillán | Municipal Chillán | 64                | 56                | 60               |                  | Pablo Neruda      | Pablo Neruda      | 107       | 97        | 95        |           |           |  |              |              |       |       |       |       |       |  |
|  |                   |                   |                   |                   |                  |                  | Pablo Neruda      | Pablo Neruda      | 107       | 97        | 95        |           |           |  |              |              |       |       |       |       |       |  |
|  |                   |                   | Sergio Ceppi      | Sergio Ceppi      | 72               | 70               | 85                |                   |           |           |           |           |           |  |              |              |       |       |       |       |       |  |
|  | Arabe Valparaiso  | Arabe Valparaiso  | Sergio Ceppi      | Sergio Ceppi      | 72               | 70               | 85                | 68                | 56        | 70        | 68        |           |           |  |              |              |       |       |       |       |       |  |
|  | Arabe Valparaiso  | Arabe Valparaiso  |                   |                   |                  |                  |                   |                   |           | 70        | 68        |           |           |  |              |              |       |       |       |       |       |  |
|  | Sergio Ceppi      | Sergio Ceppi      | 55                | 75                | 71               | 72               |                   |                   |           |           |           |           |           |  |              |              |       |       |       |       |       |  |
|  | Sergio Ceppi      | Sergio Ceppi      | 55                | 75                | 71               | 72               |                   |                   |           |           |           |           |           |  | Pablo Neruda | Pablo Neruda | 72    | 86    | 60    | 66    |       |  |
|  |                   |                   |                   |                   |                  |                  |                   |                   |           |           |           |           |           |  | Pablo Neruda | Pablo Neruda | 72    | 86    | 60    | 66    |       |  |
|  |                   |                   | Sportiva Italiana | Sportiva Italiana | 63               | 84               | 99                | 48                |           |           |           |           |           |  |              |              |       |       |       |       |       |  |
|  | Sportiva Italiana | Sportiva Italiana | Sportiva Italiana | Sportiva Italiana | 63               | 84               | 99                | 48                | 86        | 105       | 88        |           |           |  |              |              |       |       |       |       |       |  |
|  | Sportiva Italiana | Sportiva Italiana |                   |                   |                  |                  |                   |                   |           | 105       | 88        |           |           |  |              |              |       |       |       |       |       |  |
|  | Stadio Italiano   | Stadio Italiano   | 38                | 60                | 66               |                  |                   |                   |           |           |           |           |           |  |              |              |       |       |       |       |       |  |
|  | Stadio Italiano   | Stadio Italiano   | 38                | 60                | 66               |                  | Sportiva Italiana | Sportiva Italiana | 85        | 84        | 76        |           |           |  |              |              |       |       |       |       |       |  |
|  |                   |                   |                   |                   |                  |                  | Sportiva Italiana | Sportiva Italiana | 85        | 84        | 76        |           |           |  |              |              |       |       |       |       |       |  |
|  |                   |                   | Colo-Colo         | Colo-Colo         | 74               | 60               | 61                |                   |           |           |           |           |           |  |              |              |       |       |       |       |       |  |
|  | Truenos de Talca  | Truenos de Talca  | Colo-Colo         | Colo-Colo         | 74               | 60               | 61                | 45                | 69        | 62        |           |           |           |  |              |              |       |       |       |       |       |  |
|  | Truenos de Talca  | Truenos de Talca  |                   |                   |                  |                  |                   |                   |           | 62        |           |           |           |  |              |              |       |       |       |       |       |  |
|  | Colo-Colo         | Colo-Colo         | 98                | 71                | 78               |                  |                   |                   |           |           |           |           |           |  |              |              |       |       |       |       |       |  |
|  | Colo-Colo         | Colo-Colo         | 98                | 71                | 78               |                  |                   |                   |           |           |           |           |           |  |              |              |       |       |       |       |       |  |
|  |                   |                   |                   |                   |                  |                  |                   |                   |           |           |           |           |           |  |              |              |       |       |       |       |       |  |

## Campeón
|                                |
| Liceo Pablo Neruda 1.er título |
|                                |